# Andersonville (Georgia)
Andersonville è un comune degli Stati Uniti d'America, nella contea di Sumter nello Stato della Georgia.

## Storia
Durante la guerra civile americana fu sede di una prigione sudista nella quale migliaia di soldati nordisti morirono per malattia e denutrizione. Oggi è un sito storico di importanza nazionale, l'Andersonville National Historic Site.